# Kilogram po metru kubnom
Kilogram po metru kubnom (simbol: kg/m3, ili kg m-3) je SI jedinica za gustoću.
Gustoća vode iznosi pri temperaturi od 277 K iznosi 1000 kg/m3, pa tona vode ima volumen od 1 m3.
Pored kg/m3, često se koristi i jednica g/cm3, a vrijedi:
1 g/cm3 = 1000 kg/m3
Jedinica gram po litri (simbol: g/l) je identična jedinici kg/m3.

## Vanjske poveznice
- Konverzijski kalkulator mjernih jedinica za gustoću  Arhivirana inačica izvorne stranice od 31. listopada 2004. (Wayback Machine)